# Wereldkampioenschappen schermen 1981
De 31ste wereldkampioenschappen schermen werden gehouden in Clermont-Ferrand, Frankrijk van 2 tot 13 juli 1981. De organisatie lag in de handen van de FIE.

## Medailles

### Mannen
| Onderdeel   | Goud                                                               | Goud        | Zilver                                                                      | Zilver      | Brons                                                            | Brons          |
| ----------- | ------------------------------------------------------------------ | ----------- | --------------------------------------------------------------------------- | ----------- | ---------------------------------------------------------------- | -------------- |
| Degen       |                                                                    |             |                                                                             |             |                                                                  |                |
| Individueel | Zoltán Székely                                                     | Hongarije   | Alexandr Mochaiev                                                           | Sovjet-Unie | Elmar Borrmann                                                   | West-Duitsland |
| Ploegen     | Asjot Karagian Aleksandr Mozjajev Leonid Doenajev Valeri Kjondogo  | Sovjet-Unie | Gabriel Nigon Daniel Giger Michel Poffet Patrice Gaille François Suchanecki | Zwitserland | Ernő Kolczonay Balázs Dénes Zoltán Székely László Pethő          | Hongarije      |
| Floret      |                                                                    |             |                                                                             |             |                                                                  |                |
| Individueel | Vladimir Smirnov                                                   | Sovjet-Unie | Petru Kuki                                                                  | Roemenië    | Angelo Scuri                                                     | Italië         |
| Ploegen     | Vladimir Smirnov Aleksandr Romankov Joeri Lykov Sabirzjan Roezijev | Sovjet-Unie | Angelo Scuri Andrea Borella Mauro Numa Carlo Montano                        | Italië      | Matthias Behr Harald Hein Frank Beck Mathias Gey                 | West-Duitsland |
| Sabel       |                                                                    |             |                                                                             |             |                                                                  |                |
| Individueel | Dariusz Wódke                                                      | Polen       | Imre Gedővári                                                               | Sovjet-Unie | Michele Maffei                                                   | Italië         |
| Ploegen     | György Nébald Rudolf Nébald Imre Gedővári Pál Gerevich             | Hongarije   | Nikolaj Aljochin Andrej Alsjan Viktor Krovopoeskov Michail Boertsev         | Sovjet-Unie | Leszek Jabłonowski Jacek Bierkowski Tadeusz Piguła Dariusz Wódke | Polen          |

### Vrouwen
| Onderdeel   | Goud                                                                    | Goud           | Zilver                                                    | Zilver         | Brons                                                                | Brons     |
| ----------- | ----------------------------------------------------------------------- | -------------- | --------------------------------------------------------- | -------------- | -------------------------------------------------------------------- | --------- |
| Floret      |                                                                         |                |                                                           |                |                                                                      |           |
| Individueel | Cornelia Hanisch                                                        | West-Duitsland | Luan Jujie                                                | China          | Dorina Vaccaroni                                                     | Italië    |
| Ploegen     | Larissa Tsagarajeva Marina Soboleva Valentina Sidorova Nailia Giliazova | Sovjet-Unie    | Cornelia Hanisch Ute Wessel Ingrid Losert Sabine Bischoff | West-Duitsland | Ildikó Schwarczenberger Edit Kovács Zsuzsanna Szőcs Gertrúd Stefanek | Hongarije |

## Medaillespiegel
| Plaats | Land           | Goud | Zilver | Brons | Totaal |
| 1      | Sovjet-Unie    | 4    | 3      | 0     | 7      |
| 2      | Hongarije      | 2    | 0      | 2     | 4      |
| 3      | West-Duitsland | 1    | 1      | 2     | 4      |
| 4      | Polen          | 1    | 0      | 1     | 2      |
| 5      | Italië         | 0    | 1      | 3     | 4      |
| 6      | China          | 0    | 1      | 0     | 1      |
| 6      | Roemenië       | 0    | 1      | 0     | 1      |
| 6      | Zwitserland    | 0    | 1      | 0     | 1      |
| Totaal | Totaal         | 8    | 8      | 8     | 24     |

1937 · 1938 · 1947 · 1948 · 1949 · 1950 · 1951 · 1952 · 1953 · 1954 · 1955 · 1956 · 1957 · 1958 · 1959 · 1961 · 1962 · 1963 · 1965 · 1966 · 1967 · 1969 · 1970 · 1971 · 1973 · 1974 · 1975 · 1977 · 1978 · 1979 · 1981 · 1982 · 1983 · 1985 · 1986 · 1987 · 1988 · 1989 · 1990 · 1991 · 1992 · 1993 · 1994 · 1995 · 1997 · 1998 · 1999 · 2000 · 2001 · 2002 · 2003 · 2004 · 2005 · 2006 · 2007 · 2008 · 2009 · 2010 · 2011 · 2012 · 2013 · 2014 · 2015 · 2016 · 2017 · 2018 · 2019 · 2022 · 2023